# Чорба, София
София Чорба (венг. Zsófia Csorba; 5 февраля 2003) — венгерская гребчиха на каноэ, чемпионка Европы 2025 года, серебряный призёр чемпионата Европы 2025 года.

## Карьера
В Дуйсбурге, на чемпионате мира 2023 года в смешанных каноэ-четвёрках на дистанции 500 метров в составе Венгрии стала четвёртой.
В 2025 году на чемпионате Европы, который прошёл в Рачице, в каноэ-одиночках на дистанции 5000 метров стала обладательницей золотой медали и титула чемпионки Европы. В смешанных каноэ-четвёрках на дистанции 500 метров в составе Венгрии также стала серебряным призёром.